# Монсеф Слауї
Монсеф Мохамед Слауї (англ. Moncef Mohamed Slaoui, фр. Moncef Mohamed Slaoui, араб. منصف السلاوي, 22 липня 1959, Агадір) — американський, бельгійський та марокканський вчений-дослідник, який був керівником «Operation Warp Speed» під час президентства Дональда Трампа.
Монсеф Слауї є колишнім керівником відділу вакцин компанії «GlaxoSmithKline». Він пропрацював у компанії протягом 30 років, вийшовши на пенсію в 2017 році. 15 травня 2020 року президент Дональд Трамп оголосив, що Слауї керуватиме розробкою урядом США вакцини, яка буде використовуватися для профілактики коронавірусної хвороби в усьому світі; Слауї подав у відставку 12 січня 2021 року після того, як успішно допоміг представити низку вакцин на американському та світовому ринках. У березні 2021 року його звільнили з правління дочірньої компанії «GlaxoSmithKline» «Galvani Bioelectronics» через те, що «GlaxoSmithKline» назвала «обґрунтованими» звинуваченнями в сексуальних домаганнях, пов'язаних з його роботою в материнській компанії.

## Ранні роки й освіта
Монсеф Слауї народився 22 липня 1959 року в місті Агадір у Марокко. Місто було евакуйовано в лютому 1960 року після землетрусу, і Слауї виріс у Касабланці. Його батько працював у іригаційному бізнесі і помер, коли Слауї був підлітком, залишивши матір виховувати його та ще 4 братів і сестер.
Слауї закінчив середню школу Мохаммеда V у Касабланці. У 1976 році у віці 17 років Слауї покинув Марокко, щоб вивчати медицину у Франції, але пропустив кінцевий термін реєстрації через нові процедури реєстрації та хворобу його матері. Він вступив до Вільного університету Брюсселя, де отримав ступінь бакалавра та магістра з біології. У цей час він був дуже політично активним. У 1983 році Слауї отримав ступінь доктора філософії з молекулярної біології та імунології у Вільному університеті Брюсселя. Його дисертація мала назву «Etude de la diversité et de la sélection des répertoires idiotypiques dans le système immunitaire». Докторським радником Слауї був імунолог Жак Урбен.
Слауї навчався в аспірантурі Гарвардської медичної школи та Медичної школи Університету Тафтса, не отримавши дипломів. У 1998 році він отримав прискорений ступінь магістра ділового адміністрування в Міжнародному інституті розвитку менеджменту у швейцарійському місті Лозанні.

## Кар'єра
Слауї та його дружина жили в США з 1983 по 1985 роки, коли вони обоє проводили постдокторські дослідження в Гарварді. Коли дружину залучили для продовження дослідження грипу в «SmithKline-RIT» у Бельгії (який згодом стане частиною GlaxoSmithKline), Слауї отримав роботу викладача імунології в Університеті Монса в Бельгії. Слауї є співавтором понад 100 наукових робіт.

### GlaxoSmithKline
У 1988 році, після трьох років консультування «SmithKline-RIT», Слауї приєднався до компанії «GlaxoSmithKline» як дослідник вакцин. У 2006 році він був призначений керівником відділу досліджень і розробок GlaxoSmithKline, змінивши на цій посаді Тачі Ямаду. У 2007 році він оголосив про плани заснувати дослідницьку групу нейронаук у Шанхаї, у якій працюватиме тисяча вчених і коштуватиме 100 мільйонів доларів; він пішов з компанії в серпні 2017 року.
У 2008 році Слауї очолював придбання «Sirtris Pharmaceuticals» за 720 мільйонів доларів, яке було закрито через хаос у 2013 році. У 2012 році він керував купівлею GSK «Human Genome Sciences» за понад 3 мільярди доларів. Він продав увесь онкологічний бізнес GSK, який «Novartis» перетворив на «важковаговика» з боротьби з раком. Один «ветеран фармацевтичної індустрії» сказав репортеру в 2020 році, що «це три найгірші угоди в історії фармацевтичної індустрії».
Слауї 30 років пропрацював у «GlaxoSmithKline». Під час роботи в компанії Слауї керував розробкою численних вакцин, у тому числі «Cervarix» для запобігання раку шийки матки, «Rotarix» для запобігання гастроентериту в дітей, та вакцини проти гарячки Ебола. Він також витратив 27 років на дослідження вакцини проти малярії «Mosquirix», яка була схвалена Європейським агентством з лікарських засобів у 2015 році та розрекламована як перша в світі.
У квітні 2013 року він спільно з кількома іншими керівниками «GlaxoSmithKline» написав статтю, у якій ввів термін «електроцевтика» для широкого охоплення медичних пристроїв, які використовують електричну, механічну або світлову стимуляцію для впливу на електричні сигнали у відповідних типах тканин. Протягом наступних кількох років він намагався розповісти громадськості про розробку GSK біоелектронної медицини, виступаючи на YouTube і на конференціях футуристів. У липні 2013 року Слауї написав статтю в «Huffington Post» під назвою «Настав час ще більше стимулювати медичні інновації», в якій він окреслив три рекомендації щодо підвищення ефективності фармацевтичної промисловості.
14 грудня 2016 року був відкритий Центр досліджень вакцин Слауї в Роквіллі в штаті Меріленд у Сполучених Штатах, названий на честь першого інституту досліджень і розробок Слауї та GSK.
Станом на 2016 рік Слауї входив до ради директорів лобі PhRMA. У 2016 році його було призначено до першої ради директорів «Galvani Bioelectronics», спільного підприємства «GSK» і дочірньої компанії «Alphabet Inc. Verily Life Sciences». Слауї пішов з «GlaxoSmithKline» 30 червня 2017 року.

### Керівництво корпорацією
У липні 2017 року Монсеф Слауї став членом ради директорів «Moderna». У вересні 2017 року він приєднався до європейської компанії венчурного капіталу «Medicxi».

### Пандемія COVID-19 і Operation Warp Speed
15 травня 2020 року президент Дональд Трамп офіційно оголосив про початок проєкту Operation Warp Speed із розробки та доставки 300 мільйонів доз вакцини проти коронавірусної хвороби до січня 2021 року. Слауї було призначено керівником проєкту, він працював разом із головним операційним директором. і чотиризірковим генералом Густавом Перною. Повідомлено, що серед інших кандидатів на цю посаду були Еліас Зерхуні та Артур Левінсон. Президент Трамп описав Слауї як «одну з найбільш шанованих людей у світі у виробництві та, насправді, в розробці вакцин», тоді як міністр охорони здоров'я та соціальних служб Алекс Азар похвалив його як «можливо, найдосвідченіший і найуспішніший у світі розробник вакцини».
Щоб уникнути конфлікту інтересів, Слауї пішов у відставку з ради директорів біотехнологічної фірми «Moderna» з Массачусетсу, яка займалася розробкою вакцини від коронавірусу. Слауї зіткнувся з критикою, зокрема з боку сенатора Елізабет Воррен, за те, що він продовжує мати опціони на акції Moderna вартістю понад 10 мільйонів доларів. 18 травня 2020 року Слауї пішов у відставку з правління виробничої фірми «Lonza», з якою «Moderna» співпрацювала в розробці вакцини проти коронавірусу. 19 травня, спочатку заперечуючи конфлікт інтересів, Слауї позбувся своїх акцій «Moderna» та пожертвував вартість, отриману з 14 травня, на дослідження раку.
20 травня 2020 року газета «The New York Times» повідомила, що Слауї також залишив посаду радника в «Brii Biosciences», фірми зі значними китайськими інвестиціями, і збирається залишити посаду в «Artizan Biosciences» і «Clazado». За словами Майкла Капуто, рішення Слауї зберегти свої акції GlaxoSmithKline, навіть після того, як його було оголошено головним радником «Operation Warp Speed», було схвалено міністерством охорони здоров'я і соціальних служб.
Слауї мав виступити на щорічній конференції Організації біотехнологічних інновацій (BIO) 9 червня 2020 року, але зрештою відмовився, пославшись на те, що не проінформував Конгрес заздалегідь.
9 жовтня 2020 року Wall Street Journal процитував Слауї, який сказав, що вакцини проти COVID-19 будуть супроводжуватися механізмом відстеження, наданим спільно McKesson, Google і Oracle. Відстеження дозволяє відстежувати введення серії вакцин, а також побічні ефекти.
Слауї пішов з «Operation Warp Speed» 12 січня 2021 року.

### Звинувачення в сексуальних домаганнях
24 березня 2021 року Слауї було звільнено з посади голови ради директорів «Galvani Bioelectronics», медичної дослідницької фірми, яка переважно належить «GlaxoSmithKline», через те, що правління GSK назвало «обґрунтованими» звинуваченнями в сексуальних домаганнях. У заяві GSK сказано, що вони отримали листа за місяць до звільнення Слауї, «що містить звинувачення в сексуальних домаганнях і неналежній поведінці по відношенню до співробітника GSK з боку доктора Слауї», що «сталося кілька років тому, коли він був співробітником GSK».

## Особисте життя
Слауї — мусульманин. Він вільно володіє арабською, англійською та французькою мовами. Він є громадянином Марокко, Бельгії та США. 
Слауї має трьох синів, і одружений на Крістен Слауї (уроджена Бельмонте), яка закінчила 1992 року Геттісбурзький коледж. Молодша сестра Слауї померла в молодому віці від кашлюку. Один із двох його молодших братів Амін, педіатр, помер від раку підшлункової залози. Його інший брат, Мохамед, є фахівцем з гастроентерології, а його старша сестра, Хадія, є професором французької літератури в Марокко.

## Членство

### Пов'язані з GlaxoSmithKline
- 2006—2015: Global Research & Development GSK PLC, голова
- 2006—2017: GSK PLC, член правління
- 2009—2017: Global Vaccines GSK PLC, голова[11]

### Добровільні посади
- 2009—2020: Qatar Foundation, член дорадчої ради[11]
- Університет Хамада Бін Халіфи, член правління[51]
- 2015—2017: Міжнародна ініціатива щодо вакцини проти СНІДу, член правління[11][52]
- 2018: Human Vaccines Project, член правлінняr[53]
- Національні академії наук, техніки та медицини, член Форуму з питань готовності до катастроф і надзвичайних ситуацій у сфері охорони здоров'я[54]

### Після GlaxoSmithKline
- 2016—2021: «Galvani Bioelectronics», член правління[17]; голова[11]
- Серпень 2017: «Intellia Therapeutics», член правління протягом двох тижнів, перш ніж піти у відставку через нерозкритий конфлікт інтересів[55]
- 2017: «SutroVax», член правління[56][57]; голова[11]
- 2017: «Divide & Conquer LLC», директор[58][59]
- 2018: «Monopteros LLC», директор[11]
- 2020: «Lonza Group», член правління[11]
- 2017—2020: «Moderna», член правління[60]
- До 2020: «Artizan Biotechnology», член правління[41][61]
- До 2020: «Brii Biosciences», науковий і стратегічний радник[41][62]
- До 2020: «Clasado Biosciences», голова[41][63]

### Пов'язані з торгівлею
- Організація біотехнологічних інновацій (BIO), Комітет з питань охорони здоров'я та регулювання, член[64]
- «PhRMA Foundation», член правління[56]

## Визнання
Геттісбурзький коледж у травні 2017 року нагородив Слауї званням почесного доктора наук. У 2012 році Слауі був названий одним із «25 найвпливовіших людей у біофармації сьогодні» за версією «FierceBiotech». У 2016 році журнал «Fortune» включив його до «50 найкращих лідерів світу». «The Medicine Maker» включив Слауї до свого списку 2018 року «100 найкращих виробників ліків у світі».
У 2020 році журнал «New African» назвав Слауї одним із 100 найвпливовіших африканців.

## Вибрані роботи та публікації

### Роботи
- Slaoui, Mohamed Monsif (1983). Etude de la diversité et de la sélection des répertoires idiotypiques dans le système immunitaire (фр.). Bruxelles: Université libre de Bruxelles, Faculté des sciences.
- Rosenthal, Susan L.; Stanberry, Lawrence R.; Biro, Frank M.; Slaoui, Moncef; Francotte, Myriam; Koutsoukos, Marguerite; Hayes, Marianne; Bernstein, David I. (February 1997). Seroprevalence of Herpes Simplex Virus Types 1 and 2 and Cytomegalovirus in Adolescents. Clinical Infectious Diseases. 24 (2): 135—139. doi:10.1093/clinids/24.2.135. PMID 9114136. (англ.)
- Keadle, Tammie L.; Laycock, Keith A.; Miller, Judith Kelvin; Hook, Kelly K.; Fenoglio, E. D.; Francotte, Myriam; Slaoui, Moncef; Stuart, P. Michael; Pepose, Jay S. (серпень 1997). Efficacy of a Recombinant Glycoprotein D Subunit Vaccine on the Development of Primary and Recurrent Ocular Infection with Herpes Simplex Virus Type 1 in Mice. The Journal of Infectious Diseases. 176 (2): 331—338. doi:10.1086/514049. PMID 9237697. (англ.)
- Stanberry, Lawrence R.; Spruance, Spotswood L.; Cunningham, Anthony L.; Bernstein, David I.; Mindel, Adrian; Sacks, Stephen; Tyring, Stephen; Aoki, Fred Y.; Slaoui, Moncef; Denis, Martine; Vandepapeliere, Pierre; Dubin, Gary (21 листопада 2002). Glycoprotein-D–Adjuvant Vaccine to Prevent Genital Herpes. The New England Journal of Medicine. 347 (21): 1652—1661. doi:10.1056/NEJMOA011915. PMID 12444179. (англ.)
- Bourne, Nigel; Bravo, Fernando J.; Francotte, Myriam; Bernstein, David I.; Myers, Martin G.; Slaoui, Moncef; Stanberry, Lawrence R. (15 лютого 2003). Herpes Simplex Virus (HSV) Type 2 Glycoprotein D Subunit Vaccines and Protection against Genital HSV‐1 or HSV‐2 Disease in Guinea Pigs. The Journal of Infectious Diseases. 187 (4): 542—549. doi:10.1086/374002. PMID 12599070. (англ.)
- Slaoui, Moncef (23 квітня 2010). The rise and fall of rosiglitazone: reply. European Heart Journal. 31 (10): 1282—1284. doi:10.1093/EURHEARTJ/EHQ118. PMID 20499440. (англ.)
- Famm, Kristoffer; Litt, Brian; Tracey, Kevin J.; Boyden, Edward S.; Slaoui, Moncef (10 квітня 2013). A jump-start for electroceuticals. Nature. 496 (7444): 159—161. doi:10.1038/496159A. PMC 4179459. PMID 23579662. (англ.)
- Uguen, David; Lönngren, Thomas; Le Cam, Yann; Garner, Sarah; Voisin, Emmanuelle; Incerti, Carlo; Dunoyer, Marc; Slaoui, Moncef (2014). Accelerating development, registration and access to medicines for rare diseases in the European Union through adaptive approaches: features and perspectives. Orphanet Journal of Rare Diseases. 9 (1): 20. doi:10.1186/1750-1172-9-20. PMC 3923002. PMID 24513034.{{cite journal}}:  Обслуговування CS1: Сторінки із непозначеним DOI з безкоштовним доступом (посилання) (англ.)

### Публікації
- Slaoui, Moncef (1 липня 2013). It's Time to Further Incentivize Medical Innovation. Huffington Post. (англ.)